# Zhaojunfen
Zhaojunfen (kinesiska: 昭君坟, 昭君坟乡) är en socken i Kina. Den ligger i den autonoma regionen Inre Mongoliet, i den norra delen av landet, omkring 180 kilometer väster om regionhuvudstaden Hohhot.
Genomsnittlig årsnederbörd är 575 millimeter. Den regnigaste månaden är juli, med i genomsnitt 160 mm nederbörd, och den torraste är januari, med 2 mm nederbörd.